# Forja
|  | Aquest article tracta sobre la tècnica ferrera. Si cerqueu l'organització política, vegeu «La Forja». |

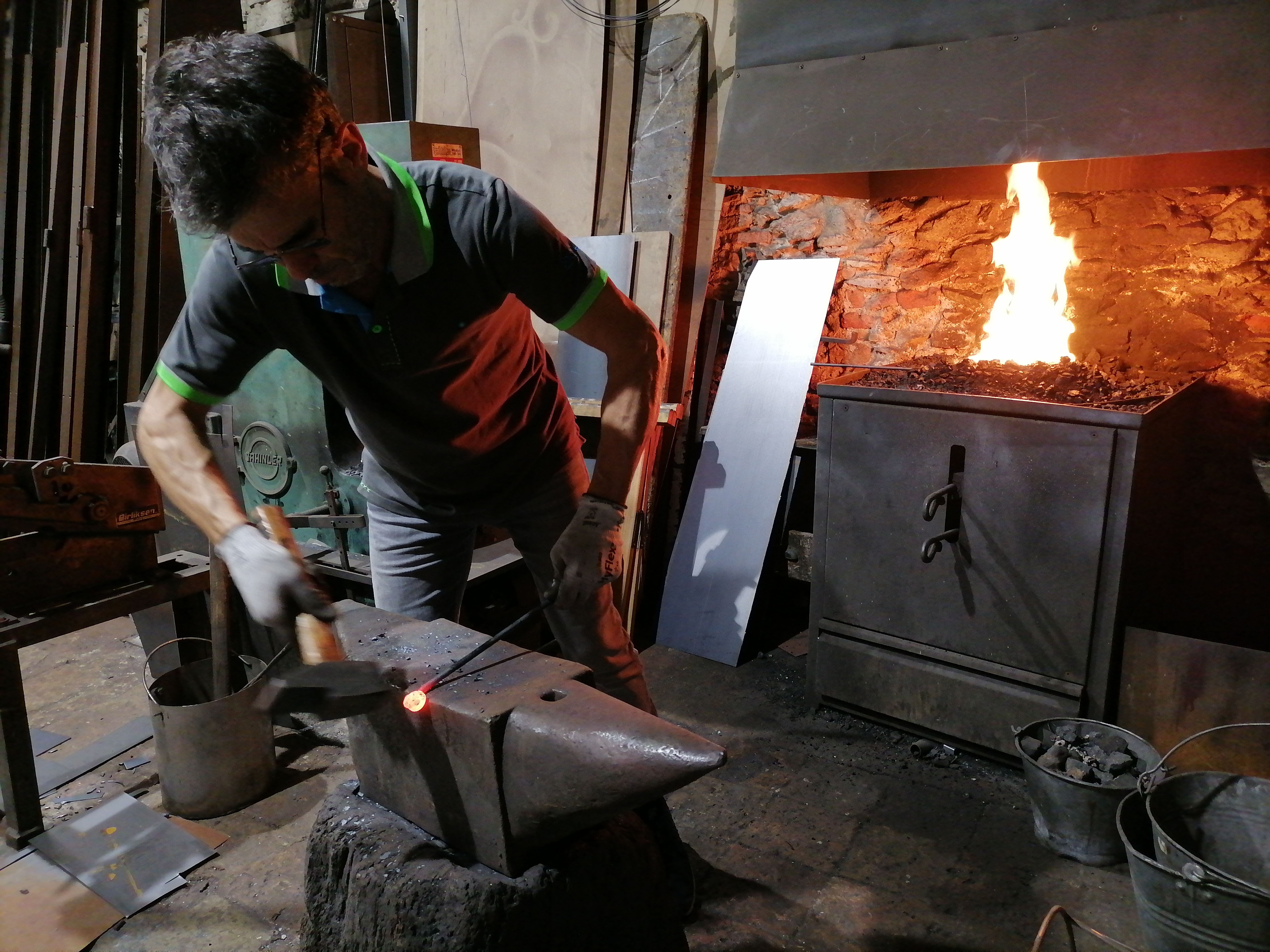
Forjador

La forja és la tècnica emprada pel forjador o ferrer, consistent en donar forma als metall escalfats colpejant amb el martell. L'establiment on es forgen els metalls s'anomena farga.
Més que més una forja conté una llar (el formal, fornall o fornell), per a escalfar els metalls (normalment d'acer o de ferro), una enclusa, i un cossi (en el qual es pot refredar ràpidament les peces forjades, per tant trempar-les). Les eines inclouen tenalles per agafar el metall calent, i martells per a colpejar-lo. Normalment es realitza treballant els metalls en calent, car en calent solen ser més plàstics, és a dir més deformables.

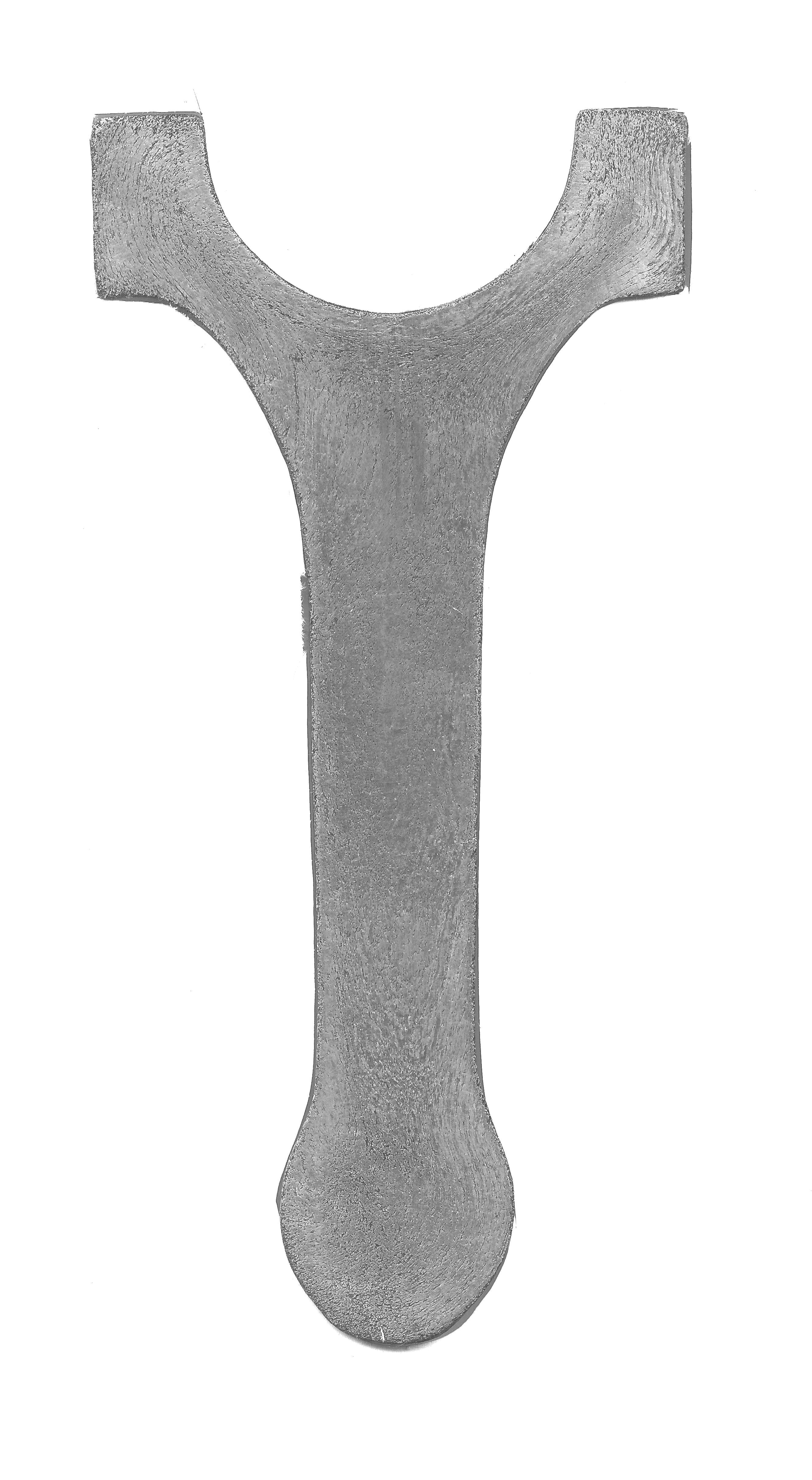
Peça forjada

La forja treballa el metall per deformació plàstica. Es distingeix del treball del metall retirant material (per broques, fresadores, torn, etc.), i del procés pel qual es dona forma al metall fos abocant-lo dins un motlle (fosa).
Antigament aquesta tècnica era executada a cops de martell. El metall, era escalfat en la fornal, agafat amb ajut de tenalles de fornal i posat sobre l'enclusa on era colpit pel ferrer.
Les operacions més comunes que es feien, eren:
- Adreçar o aplanar peces deformades.
- Estirar peces: A partir d'un material de certes dimensions, aquest és aprimat a cops.
- Reblar: Consisteix a fer cabotes a objectes o a unir peces per mitjà dels reblons.
- Foradar: és fer forats de mides considerables, amb ajut de punxons o motlles simples.[5]
- Doblegar: És conformar una peça en angle.
- Corbar: Converteix una peça recta, en una corba. Per exemple una ferradura de cavall.
- Soldar: Antigament dues peces a soldar, eren escalfades juntes fins a temperatures prou altes perquè tornessin el metall pastós. S'ajuntaven sobre l'enclusa i es colpejaven suaument, i en sortien soldades.

Més modernament, el forjament lleuger es fa amb ajut de màquines. La més emprada és el martinet o martell mecànic, mogut generalment amb motor elèctric, encara que també poden ser moguts amb energia pneumàtica. Per forjar peces grossos, s'empren premses hidràuliques i les peces són mogudes amb ajut de grues de pont.
Si el forjament s'aplica a peces de sèrie, es realitza amb estampes. L'estampació es pot realitzar en fred o en calent i consisteix a deformar una peça entre dos motlles complementaris que són comprimits l'un vers l'altre amb la peça a estampar col·locada al mig. Aquesta operació, es fa sempre amb premses.